# Ludwig Eichrodt
Ludwig Eichrodt (Durlach, 2 febbraio 1827 – Lahr/Schwarzwald, 2 febbraio 1892) è stato un drammaturgo e poeta tedesco.

## Biografia
Ludwig Eichrodt era il figlio di Friedrich Ludwig Eichrodt (1798-1844), un ufficiale, e di Elisabeth (nata Joos, 1809-1891) Eichrodt. Studiò a Heidelberg e Friburgo e pubblicò nel 1848 in Fliegende Blätter le sue canzoni comiche, dal titolo Wanderlust, che hanno avuto una grande popolarità.

## Opere letterarie
- Gedichte in allerlei Humoren  (Stoccarda 1853)
- Schneiderbüchlein  (anonimo con H. Goll, Stoccarda 1853)
- Leben und Liebe, poesie (Francoforte 1856)
- Die Pfalzgrafen, poema drammatico (Lahr 1859)
- Deutsches Knabenbuch; Weltruhm in Reimsprüchen  (Lahr 1865)
- Alboin, poema drammatico (Bühl 1865)
- Rhein-Schwäbisch, poema in dialetto (Karlsruhe 1869 2. Aufl. 1873)
- Lyrischer Kehraus  (Strasburgo 1869 2 Teile)
- Lyrische Karikaturen, antologia (Strasburgo 1869)
- Biedermeiers Liederlust  (Strasburgo 1870)
- Melodien, canzoni (Stoccarda 1875)
- Hortus dellclarum, antologia umoristica (Lahr 1876-1880, 6 Teile)
- Gold. Sammlung des Ursprünglichen und Genialen in deutscher Lyrik  (Lipsia 1882)